# فرنسيس كريستوفر أوكلي
فرنسيس كريستوفر أوكلي (بالإنجليزية: Francis Christopher Oakley)‏ هو أستاذ جامعي بريطاني، ولد في 1931.